# کروسساو
کروسساو (به آلمانی: Krüssau) یک منطقهٔ مسکونی در آلمان است که در موکرن واقع شده‌است. کروسساو  ۲۵۳ نفر جمعیت دارد.